# RENGO
La Confederazione Sindacale Giapponese (in giapponese 日本労働組合総連合会?, Nihon Rōdōkumiai Sōrengōkai), comunemente e colloquialmente nota come RENGO (in giapponese 連合?, Rengō), è il più grande sindacato nazionale in Giappone, con oltre sei milioni di membri. Fu fondata nel 1989 in seguito alla fusione della Confederazione giapponese del lavoro (Dōmei), della Federazione dei sindacati indipendenti (Chūritsu Rōren) e della Federazione nazionale delle organizzazioni industriali (Shinsanbetsu). Nel 1990, anche il Consiglio generale dei sindacati del Giappone (Sohyo) aderì alla RENGO.
Nel luglio del 2012, RENGO contava 54 sindacati affiliati e 47 organizzazioni locali.

## Affiliazione politica
RENGO era storicamente affiliata al Partito Democratico del Giappone, ma il 28 giugno 2012, il presidente Nobuaki Koga tenne un discorso alla sede del Partito Liberal Democratico affermando che la confederazione potrebbe riconsiderare il suo futuro. Nel 2014, ha sostenuto il candidato sostenuto dal PLD Yoichi Masuzoe per le elezioni governatoriali di Tokyo.

## Segretari generali e Presidenti

### Segretari generali
- Seigo Yamada (1989-1993)
- Etsuya Washio (1993-1997)
- Kiyoshi Sasamori (1997-2001)
- Hiroyuki Nagumo (2001-2013)
- Rikio Kozu (2013-2015)
- Naoto Omi (2015-2017)
- Yasunobu Aihara (2017-2021)
- Hideyuki Shimizu (dal 2021)

### Presidenti
- Akira Yamagishi (1989-1995)
- Jinnosuke Ashida (1995-1997)
- Etsuya Washio (1997-2001)
- Kiyoshi Sasamori (2001-2005)
- Tsuyoshi Takagi (2005-2009)
- Nobuaki Koga (2009-2015)
- Rikio Kozu (2015-2021)
- Tomoko Yoshino (dal 2021)